# DR-Baureihe 01
Die Dampflokomotiven der Baureihe 01 waren Schlepptenderlokomotiven der Deutschen Reichsbahn für den schweren Schnellzugdienst. Die Maschinen wurden von zwei Zylindern angetrieben. Sie waren die ersten in Serie gebauten Einheitsdampflokomotiven mit der Achsfolge 2’C1’ (auch Pacific genannt).
Einige Lokomotiven der Baureihe 01 wurden in den 1960er Jahren von der Deutschen Reichsbahn rekonstruiert und dann als Baureihe 01.5 eingereiht.
Auf Basis der Zweizylindermaschinen der Baureihe 01 wurden in den 1930er Jahren die Dreizylindermaschinen der Baureihe 01.10 entwickelt.

## Geschichte

### 1926 bis 1945

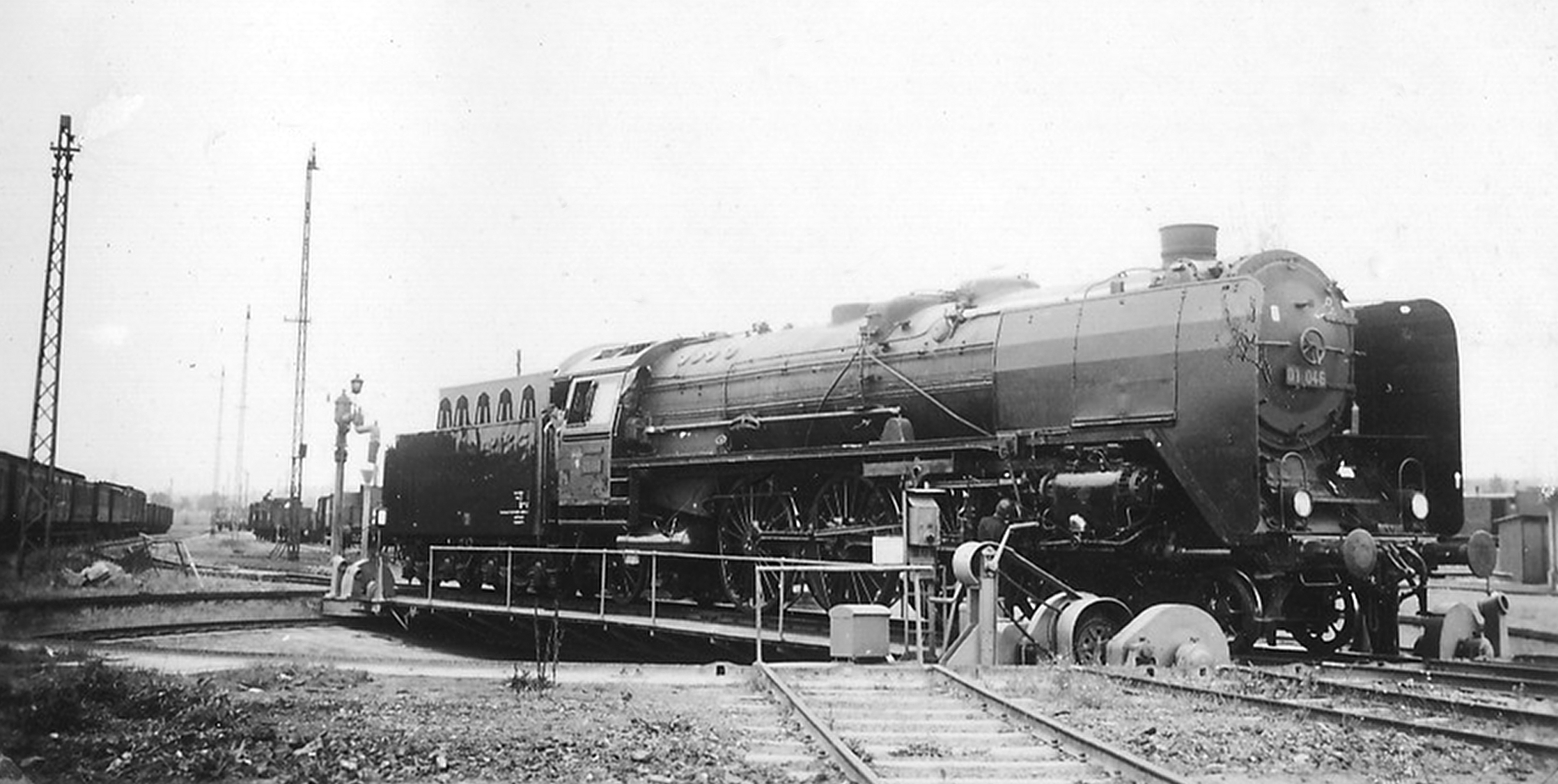
DR Dampflok 01 046 in dem ehemaligen RAW Frankfurt-Nied in Frankfurt-Nied im Jahr 1938

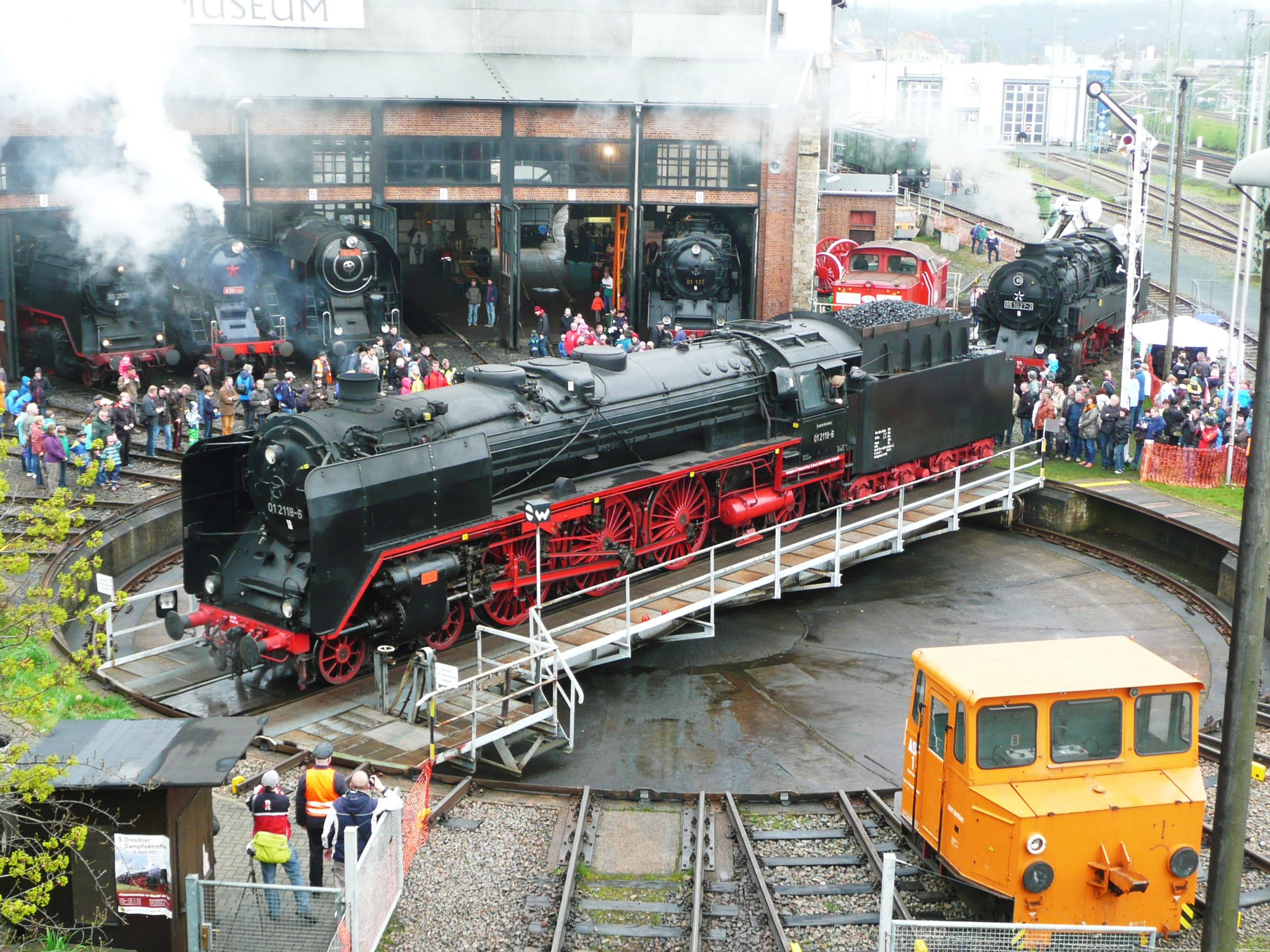
01 118 der HEF

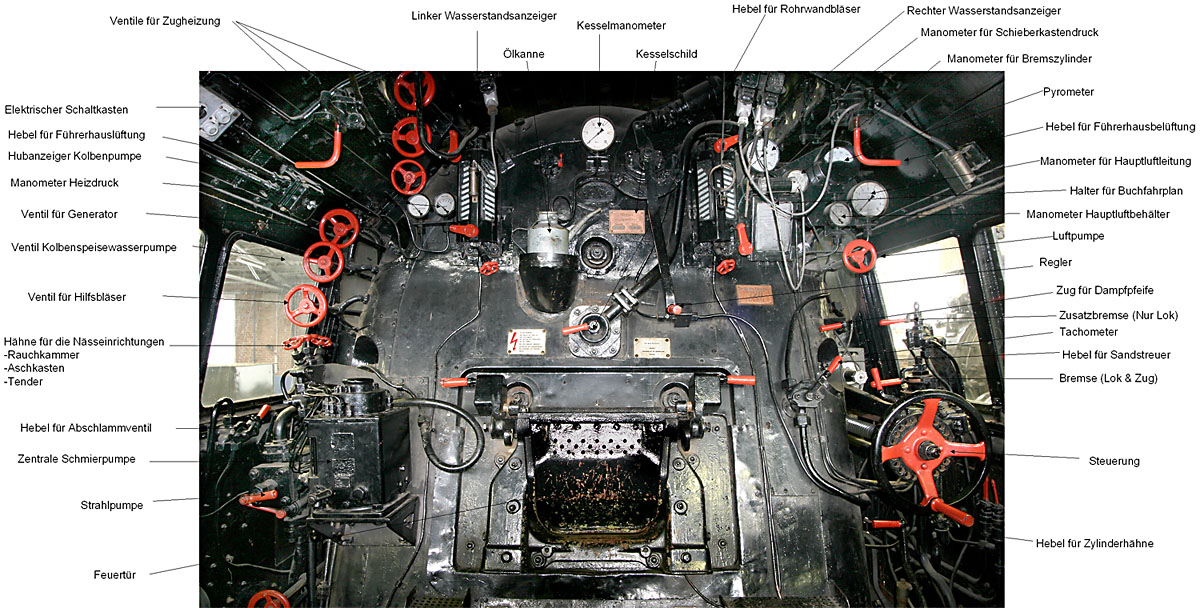
Blick in den Führerstand der 01 008

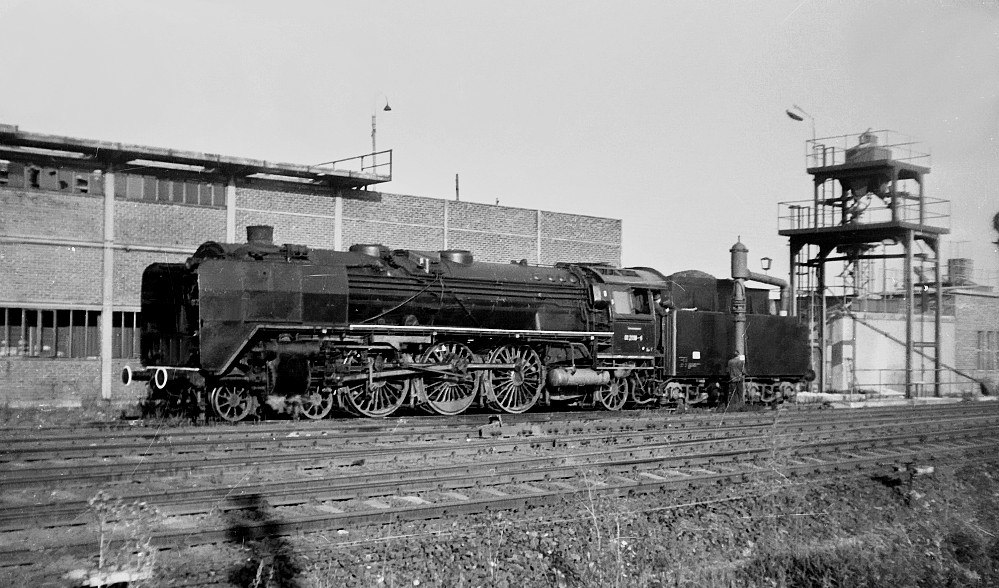
Letzter Einsatz der 01 2118 bei der Sonderfahrt Arnstadt-Saalfeld und zurück im Dienst der Deutschen Reichsbahn im Jahr 1981 vor dem Verkauf

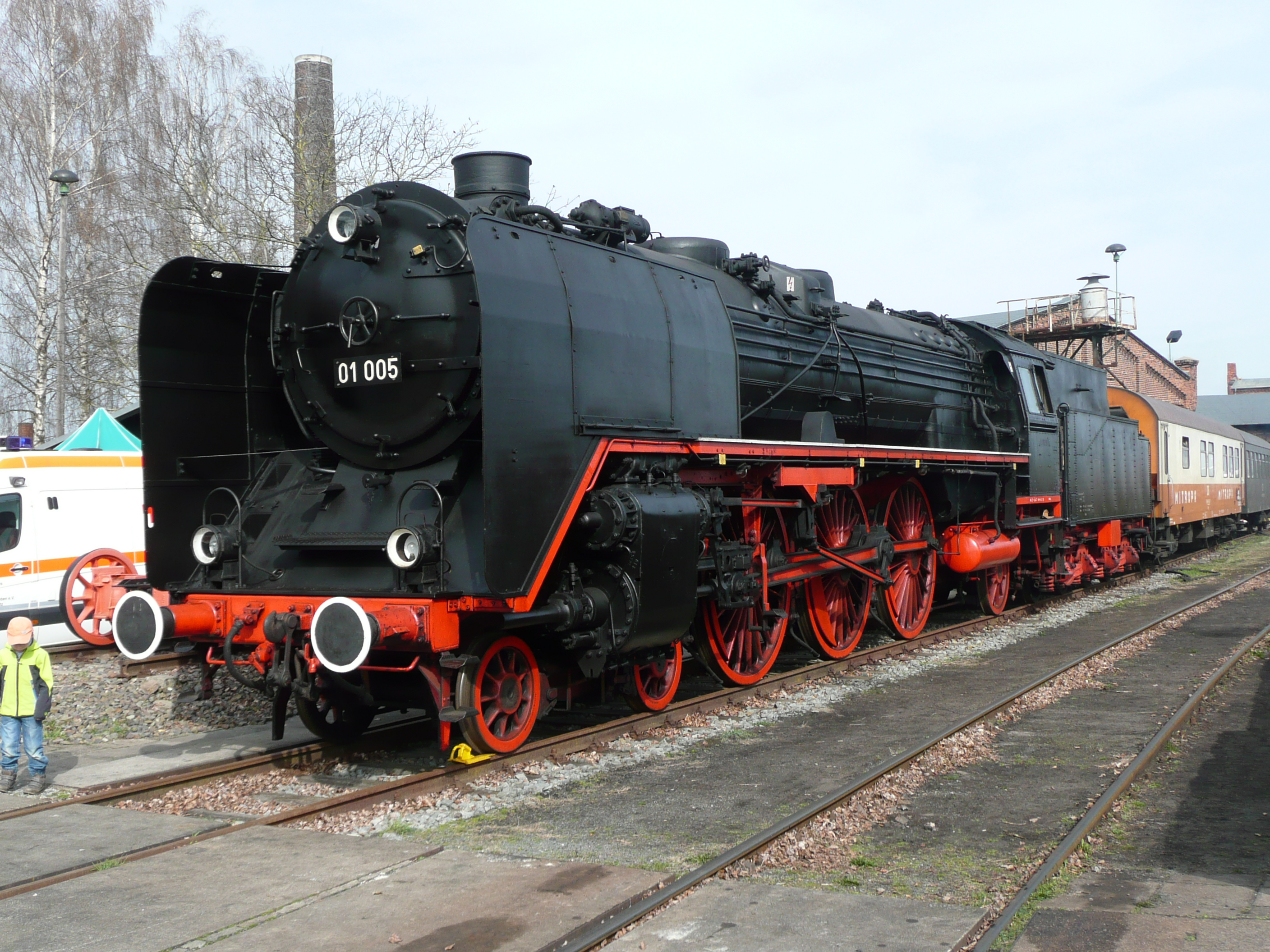
Die erhaltene 01 005 im Traditionsbetriebswerk Staßfurt

Die Firmen AEG und Borsig, welche die Haupthersteller dieser Maschinen waren, sowie Henschel, Hohenzollern, Krupp und BMAG vormals Schwartzkopff lieferten zwischen 1926 und 1938 insgesamt 231 Exemplare dieser Einheitslokomotive für den schnellen Reisezugverkehr an die Deutsche Reichsbahn. Mit einer Zughakenleistung von 1850 PSe bei 60 km/h war die Baureihe die bis dahin stärkste deutsche Schnellzuglokomotivbauart. Der Kohlenverbrauch von niedrigen 1,17 kg/PSe*h lag gleichauf mit der bayerischen S 3/6 und damit ebenfalls im Spitzenbereich deutscher Lokomotiven.
Zunächst wurden zu Vergleichszwecken zehn Maschinen dieser Baureihe mit Zweizylindertriebwerk sowie zehn Maschinen der Schwester-Baureihe 02 mit Vierzylinderverbundtriebwerk gebaut und ausgiebigen Mess- und Erprobungsfahrten unterzogen. Die sehr kontrovers und leidenschaftlich diskutierte Entscheidung fiel schließlich zugunsten des in der Wartung einfacheren Zweizylindertriebwerks, das allerdings hinsichtlich der Brennstoffverwertung und der Leistungsfähigkeit bei einigen Betriebszuständen etwas hinter dem Vierzylinderverbundtriebwerk zurückstand. (Darüber hinaus waren bei der Konstruktion des Vierzylinderverbundtriebwerks Fehler gemacht worden.)
Die erste Lokomotive der Baureihe 01, die dem Betriebsdienst übergeben wurde, war nicht die 01 001, sondern die im Eisenbahnmuseum Bochum erhaltene 01 008. Die Serienlieferung der Baureihe 01 verzögerte sich zunächst etwas, da in den 1920er Jahren weder ausreichend Strecken mit der notwendigen zulässigen Achslast von 20 Tonnen noch Drehscheiben mit ausreichendem Durchmesser zur Verfügung standen. Erst ab Anfang der 1930er Jahre entwickelte sich die Baureihe 01 zur dominierenden Schnellzuglokomotive der Deutschen Reichsbahn. Im Jahr 1938 standen dann schließlich 231 Lokomotiven dieser Baureihe für den hochwertigen Schnellzugeinsatz zur Verfügung. Weitere zehn Maschinen der Baureihe 01 (01 011, 01 233–241) entstanden 1937 bis 1942 durch Umbau der Vierzylinderlokomotiven der Baureihe 02 in Zweizylindermaschinen.
Die Achslasteinschränkungen auf vielen Strecken waren der Grund, dass Anfang der 1930er Jahre eine dritte Variante, die Baureihe 03 mit Zweizylindertriebwerk und einer Achslast von 18 t, entwickelt und in einer nennenswerten Stückzahl von 298 Stück gebaut wurde.
Die Deutsche Reichsbahn ließ schließlich ab 1939 aus der Grundbaureihe die Dreizylinderlokomotiven der Baureihe 01.10 mit einer höheren Geschwindigkeit inklusive Stromlinienverkleidung fertigen.
Der Vergleichsbetrieb der Vorserienloks der Baureihen 01 und 02 fand in den Bahnbetriebswerken Erfurt P, Hamm und Hof statt. Auch in den 1930er Jahren konzentrierte sich der Einsatz der Baureihe 01 auf die relativ wenigen Strecken, die bereits auf 20 Tonnen Achslast ausgebaut waren. Von Berlin ausgehend waren dies zunächst die Anhalter Bahn sowie die Lehrter und Hamburger Bahn. Die Berliner Stadtbahnstrecke musste erst durch Verstärkung der Viaduktbögen ertüchtigt werden. Stationiert wurden die ersten 90 Maschinen der Baureihe 01 bis 1930 in den Bahnbetriebswerken Essen, Nürnberg, Erfurt P, Berlin Ahb, Hamm, Magdeburg, Kassel, Hannover, Hamburg-Altona, Bebra und Offenburg. Ab 1931 folgten die Stationierungs-Bw Frankfurt (M) 1, Berlin Leb, Braunschweig, Berlin Pog, Schneidemühl, Königsberg, Göttingen P, Paderborn, Dresden Alt, Breslau, Köln Deutzerfeld, Hof und Halle P.
Ursprünglich war die Höchstgeschwindigkeit auf 120 km/h begrenzt. Man vergrößerte den Durchmesser der vorderen Laufräder von ursprünglich 850 Millimetern ab der Lok mit der Betriebsnummer 01 102 auf 1000 mm und verstärkte die Bremsen durch beidseitige Anordnung von Bremsklötzen auf den Kuppelradsätzen und Bremsung des Schleppradsatzes, sodass die Höchstgeschwindigkeit auf 130 km/h heraufgesetzt werden konnte. Die Luft- und die Speisepumpen waren in Rauchkammernischen hinter dem großen Wagner-Windleitblech angeordnet, die sie ab 01 077 ab Ablieferung erhielten (bei den anderen wurden die ursprünglichen Windleitbleche später ebenfalls durch Wagner-Bleche ersetzt). Dies erschwerte die Zugänglichkeit der Pumpen für Wartungsarbeiten (spätere Einheitslokbaureihen trugen daher die Pumpen ab Werk in der Mitte des Fahrzeugs). Die Deutsche Bundesbahn rüstete ihre Maschinen mit den kleineren Witte-Windleitblechen aus und verlegte die Pumpen in die Umlaufbleche in Fahrzeugmitte. Die Deutsche Reichsbahn scheute aber die so geänderte Gewichtsverteilung, sodass ihre Lokomotiven bis zum Schluss ihr Aussehen nur gering veränderten.
Die Kessel wurden ab der dritten Serie (01 077 ff.) mit verlängerten Rauchrohren geliefert, dafür wurde die Rauchkammer verkürzt. Alle Lokomotiven hatten ursprünglich einen Zentralverschluss der Rauchkammertür. Hatten die ersten Lokomotiven bei Ablieferung noch Gasbeleuchtung, gab es ab 01 010 eine elektrische Beleuchtung, auch das dritte Spitzenlicht erhielten erst die letzten Lieferungen.
Diese Lokomotivbaureihe wurde mit Tendern der Bauarten 2’2 T 30, 2’2’ T 32 oder 2’2’ T 34 eingesetzt. Der Brennstoffvorrat betrug 10 Tonnen Steinkohle, der Wasservorrat 30, 32 bzw. 34 Kubikmeter Wasser. Die Vorserienlokomotiven 01 001 bis 01 010 wurden z. T. mit den kleinen Tendern 2’2 T 30 geliefert, da noch nicht genügend große Drehscheiben vorhanden waren. Später verwendete man diese Tender nur noch, wenn sie unbedingt notwendig waren, z. B. im Grenzverkehr mit den Niederlanden, damit die Loks auf den dortigen Drehscheiben gewendet werden konnten. Geliefert wurden die Maschinen der zweiten Serie (01 012 ff.) mit den genieteten Tendern 2’2’ T 32. Die geschweißten Tender 2’2’ T 34 kamen erst auf dem Tauschweg (häufig von fabrikneuen Lokomotiven der Baureihe 44) zur Baureihe 01, waren dann aber in den Kriegsjahren und nach dem Zweiten Weltkrieg die fast ausschließlich verwendete Bauart, da sie über einen größeren Wasservorrat verfügten.

### Ab 1945
165 Lokomotiven der Baureihe 01 kamen zur Deutschen Bundesbahn, die Lokomotiven standen dort bis zum Jahre 1973 im Einsatz. Die letzten Exemplare waren ab Ende der 1960er Jahre allesamt beim Betriebswerk Hof in Oberfranken beheimatet. Ihre Einsätze über die bekannte Steilstrecke „Schiefe Ebene“ erreichten während des zu Ende gehenden Dampflokbetriebes der Bundesbahn Kultstatus bei vielen Eisenbahnfreunden, die Schiefe Ebene wurde zur Pilgerstätte für Fotografen und Dampflokenthusiasten aus aller Welt. Im Juni 1973 wurden schließlich die letzten acht betriebsfähigen Maschinen nach zahlreichen Abschiedsfahrten und einer Parade vor dem Hofer Lokschuppen außer Dienst gestellt.
Bei der Deutschen Reichsbahn (DR) wurde ein großer Teil der auf dem Gebiet der SBZ verbliebenen Lokomotiven für die Zwecke der Sowjetischen Militäradministration in Deutschland (SMAD) herangezogen, vor allem zur Bespannung des Blauen Express, der für hochrangige sowjetische Offiziere, Beamte und Diplomaten täglich zwischen Berlin und Brest verkehrte. Noch 1953 waren von den insgesamt 67 bei der DR vorhandenen Lokomotiven 21 im Bestand der in Brest stationierten Lokkolonne 42, die damit seit 1946 den Blauen Express mit sowjetischem Personal auf dem gesamten Zuglauf zwischen Berlin bzw. zeitweise Potsdam-Wildpark und Brest sowie weitere Militärpersonenzüge beförderte. Erst ab Frühjahr 1954 konnte die DR wieder auf alle 01 zurückgreifen.  Ende der 1950er Jahre waren die Maschinen nach bald 30 Dienstjahren vielfach verschlissen, ein adäquater Ersatz durch neue Diesellokomotiven stand jedoch noch nicht zur Verfügung. 35 der Lokomotiven wurden daher ab 1962 als Rekoloks zur DR-Baureihe 01.5 umgebaut und erhielten neue Kessel. Die verbliebenen Maschinen standen weiterhin, sogar weitgehend im Ursprungszustand mit den großen Wagnerblechen, noch bis Anfang der 1980er Jahre im Dienst. Unter Eisenbahnfans bekannt waren in den letzten Jahren die Einsätze vor den D-Zügen auf der Strecke Berlin–Dresden bis zum Herbst 1977. Erst mit der Einfuhr der sowjetischen Großdiesellokomotiven der damaligen Baureihe 132 in die DDR konnten die inzwischen fast 50 Jahre alten Schnellzuglokomotiven der Baureihe 01 schrittweise aus dem Plandienst genommen werden.
Eine Besonderheit aus jüngerer Zeit stellt die Zulassung einiger betriebsfähiger Museumslokomotiven (01 118 und 01 150) zu höherer zugelassener Fahrtgeschwindigkeit bei Rückwärtsfahrt (also Fahrt mit dem Tender voraus) durch das EBA dar. Hintergrund ist, dass geeignete Wendemöglichkeiten (Drehscheibe oder Gleisdreieck) bei der modernen Bahn durch Rückbau nur noch wenig verbreitet sind. Die nach technischer Aufrüstung sonderzugelassenen Exemplare dürfen nunmehr vor Reisezügen mit dem Tender voraus 80 statt 50 km/h fahren.
| Betriebs- nummern                     | Bau- jahre | Laufrad∅ (vorn) | Zylinder∅  | Anzahl Heizrohre | Anzahl Rauchrohre | Heizrohr- länge | Rost- fläche | Überhitzer- fläche | Verdampfungs- heizfläche |
| ------------------------------------- | ---------- | --------------- | ---------- | ---------------- | ----------------- | --------------- | ------------ | ------------------ | ------------------------ |
| 01 001–010                            | 1926       | 850 mm          | 650 mm     | 129              | 54                | 5.800 mm        | 4,41 m²      | 100,00 m²          | 237,56 m²                |
| 01 011 (ex 02 001)                    | 1925       | 850 mm          | 460/720 mm | 129              | 43                | 5.800 mm        | 4,41 m²      | 100,00 m²          | 237,56 m²                |
| 01 012–076                            | 1927–28    | 850 mm          | 600 mm     | 129              | 54                | 5.800 mm        | 4,41 m²      | 100,00 m²          | 237,56 m²                |
| 01 077–101                            | 1930–31    | 850 mm          | 600 mm     | 107              | 70                | 6.800 mm        | 4,41 m²      | 85,00 m²           | 247,25 m²                |
| 01 102–149                            | 1934–36    | 1.000 mm        | 600 mm     | 107              | 70                | 6.800 mm        | 4,41 m²      | 85,00 m²           | 247,25 m²                |
| 01 150–190                            | 1934–36    | 1.000 mm        | 600 mm     | 107              | 70                | 6.800 mm        | 4,32 m²      | 85,00 m²           | 247,15 m²                |
| 01 191–232                            | 1937–38    | 1.000 mm        | 600 mm     | 107              | 70                | 6.800 mm        | 4,32 m²      | 85,00 m²           | 247,15 m²                |
| 01 233/234/236–241 (ex 02 002–009)    | 1925–26    | 850 mm          | 460/720 mm | 129              | 43                | 5.800 mm        | 4,41 m²      | 100,00 m²          | 237,56 m²                |
| 01 235 (ex 02 010)                    | 1926       | 850 mm          | 460/720 mm | 129              | 43                | 6.800 mm        | 4,41 m²      | 100,00 m²          | 237,56 m²                |
| Kursiv: Daten vor dem Umbau der 02er. |            |                 |            |                  |                   |                 |              |                    |                          |

## Umbauten

### Umbauten 1950 bis 1957 (DB)
Die Fahrzeuge mit den Betriebsnummern 01 042, 01 046, 01 112, 01 154 und 01 192 wurden in den Jahren 1950 und 1951 durch die Deutsche Bundesbahn umgebaut. Sie wurden um Mischvorwärmer vom Typ Henschel und um Turbospeisepumpen ergänzt. Zudem wurden Verbrennungskammern in den Kessel eingebaut. Abgeschlossen wurde der Umbau mit dem Austausch der ursprünglichen Windleitbleche durch Witte-Bleche, welche trotz der wesentlich kleineren Abmessungen genauso wirksam waren wie ihre großen Vorgänger. Vier der fünf umgerüsteten Loks blieben nur bis 1968 in Betrieb. Die fünfte hatte noch einen Neubaukessel erhalten.

### Umbauten 1957 bis 1961 (Neubaukessel DB)

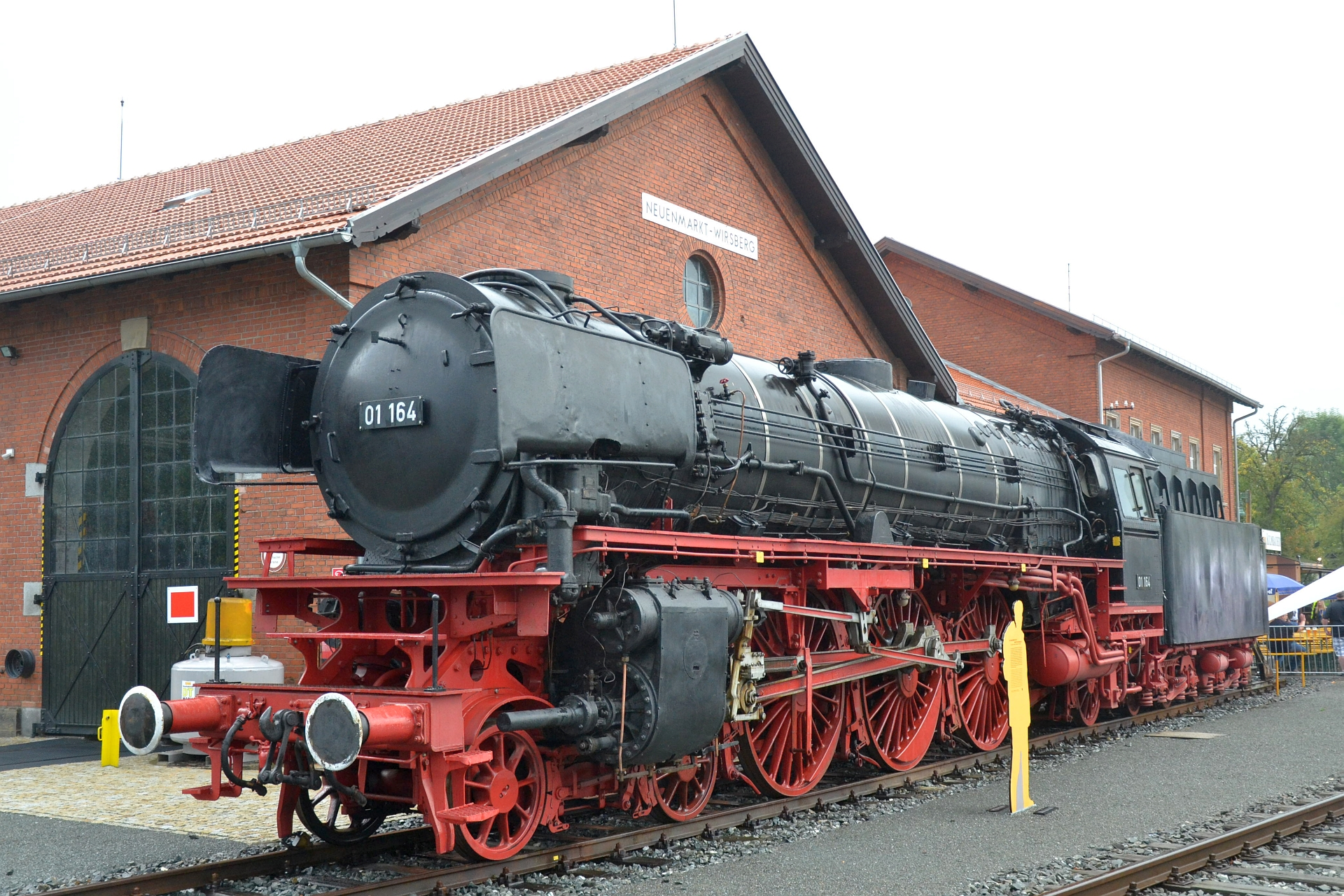
01 164 mit Neubaukessel im Deutschen Dampflokomotivmuseum in Neuenmarkt

Ab 1957 rüstete die Deutsche Bundesbahn weitere 50 Fahrzeuge um. Diese Fahrzeuge bekamen geschweißte Hochleistungsdampfkessel, welche bereits in den Fahrzeugen der Baureihe 01.10 verwendet wurden. Der Kessel bestand aus zwei Schüssen. Zudem wurde in die Rauchkammer eine neue Mischvorwärmanlage eingebaut und zahlreiche Gleitlager durch Wälzlager ersetzt.
Durch Änderungen am Zylinderblock, am Umlauf, durch den niedrigeren Schornstein, nun fehlenden Speisedom und fehlende Frontschürze sowie geänderte Rahmenteile bekam die Maschinen ein anderes Äußeres. Auch die Sanddome wurden aus Sicherheitsgründen (Oberleitung) durch je drei kleine Sandkästen an der Innenseite der Umlaufbleche ersetzt. Außerdem erhielten die Loks einen Seitenzug-Heißdampfregler.

Die umgebauten Maschinen behielten ihre Betriebsnummern und wurden nicht speziell gekennzeichnet – im Unterschied zu den umgebauten („rekonstruierten“) 01-er Maschinen der Deutschen Reichsbahn. Der Neubaukessel der verunfallten 01 122 wurden als 51. Lok in der 01 131 verbaut.

### Rekolokomotive 01.5 der DR

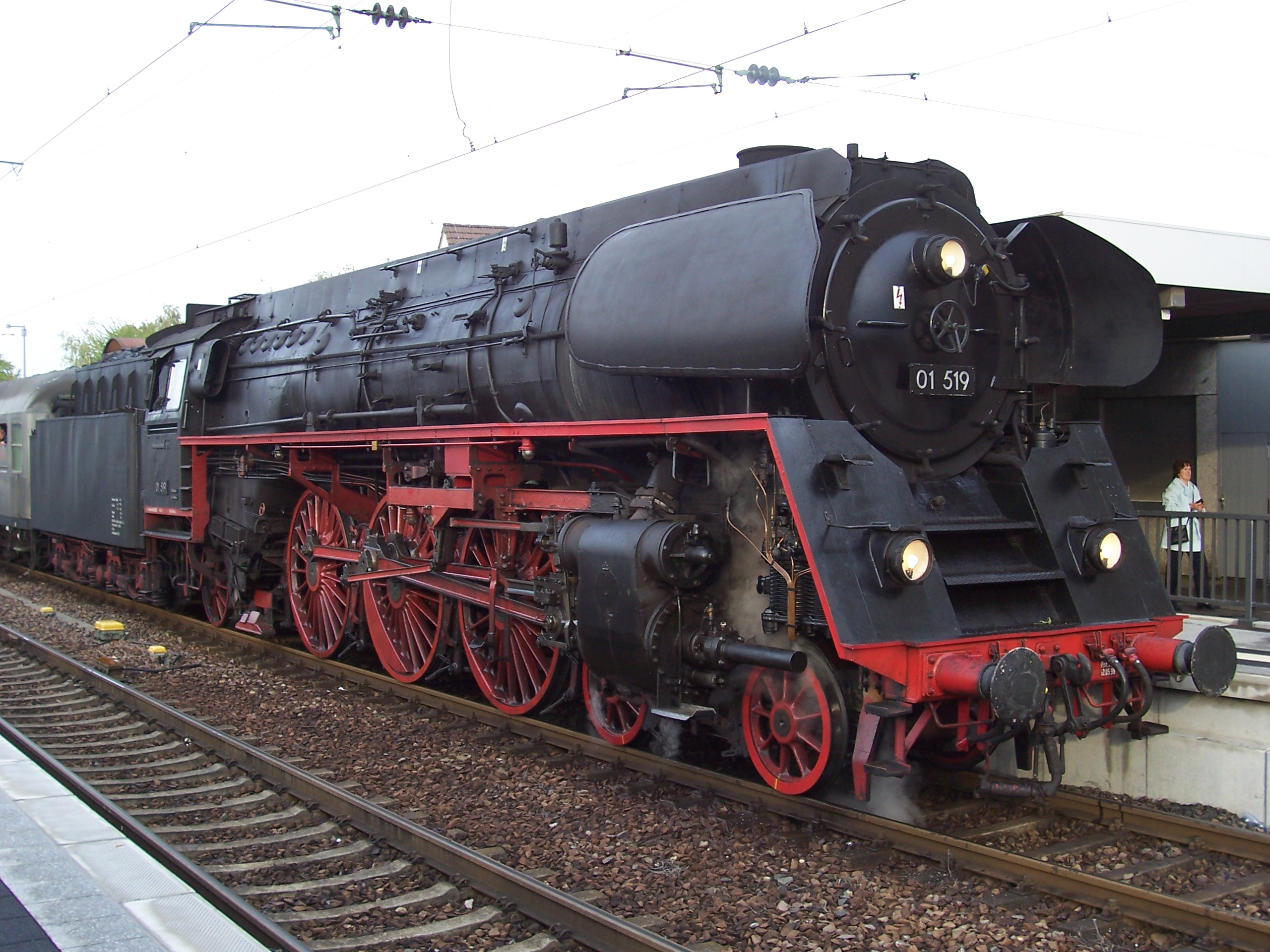
Rekolok 01 519

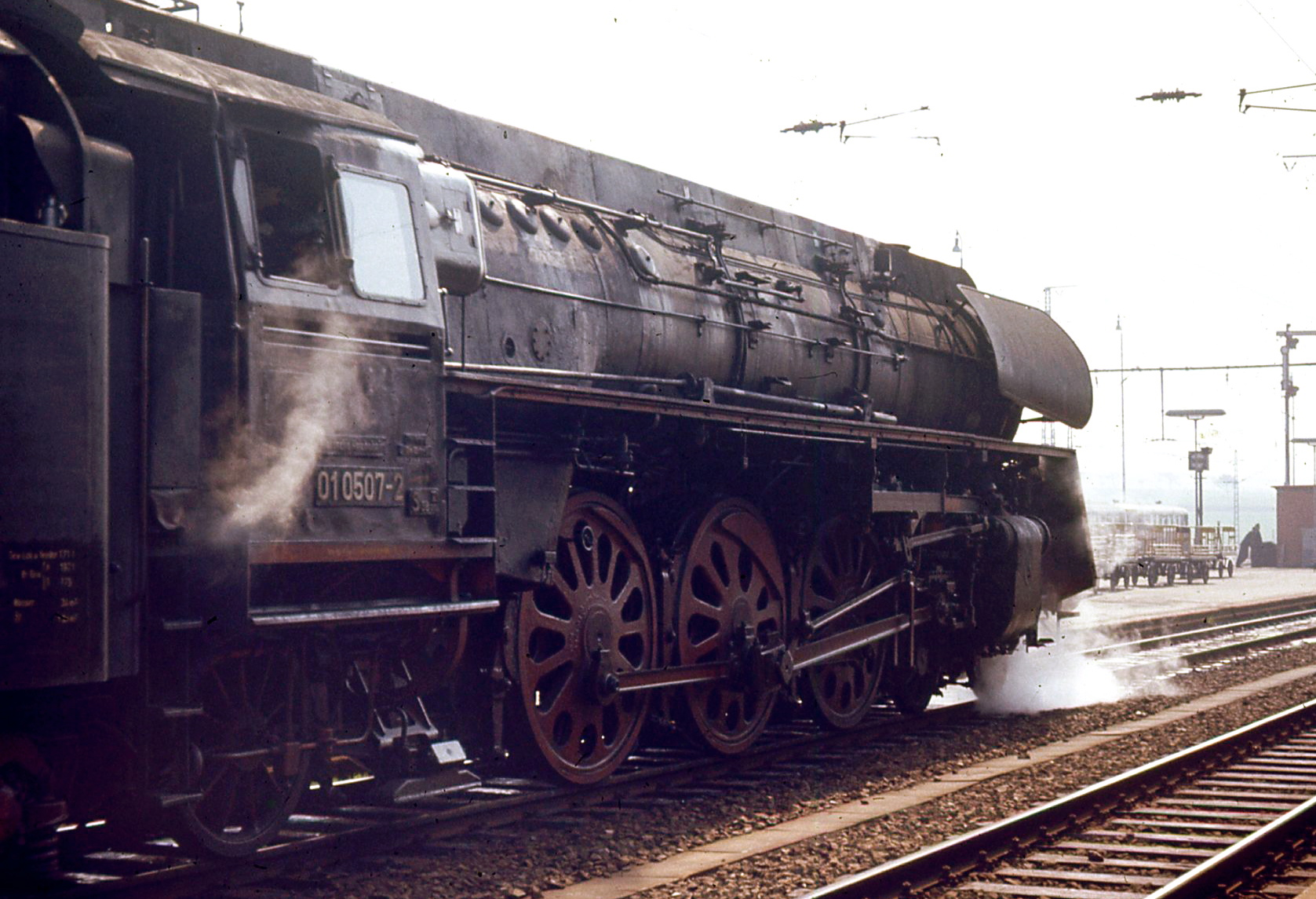
01 0507-2 (mit Boxpok-Rädern), Bebra, 1972

Ab dem Jahr 1962 rekonstruierte das RAW Meiningen für die Deutsche Reichsbahn unter der Regie der VES-M Halle 35 Maschinen der Baureihe 01. Ebenso wie bei der DB wurden dafür nur Lokomotiven mit verstärkter Bremse (ab 01 102) ausgewählt. Alle diese Loks wurden mit neuen Windleitblechen Bauart Witte mit abgeschrägten Kanten, einem neuen Führerhaus und mit einem neuen, höher liegenden Kessel versehen. Dieser wies eine Verbrennungskammer, einen Mischvorwärmer und eine durchgehende Verkleidung der Dome auf.

## Erhaltene Lokomotiven

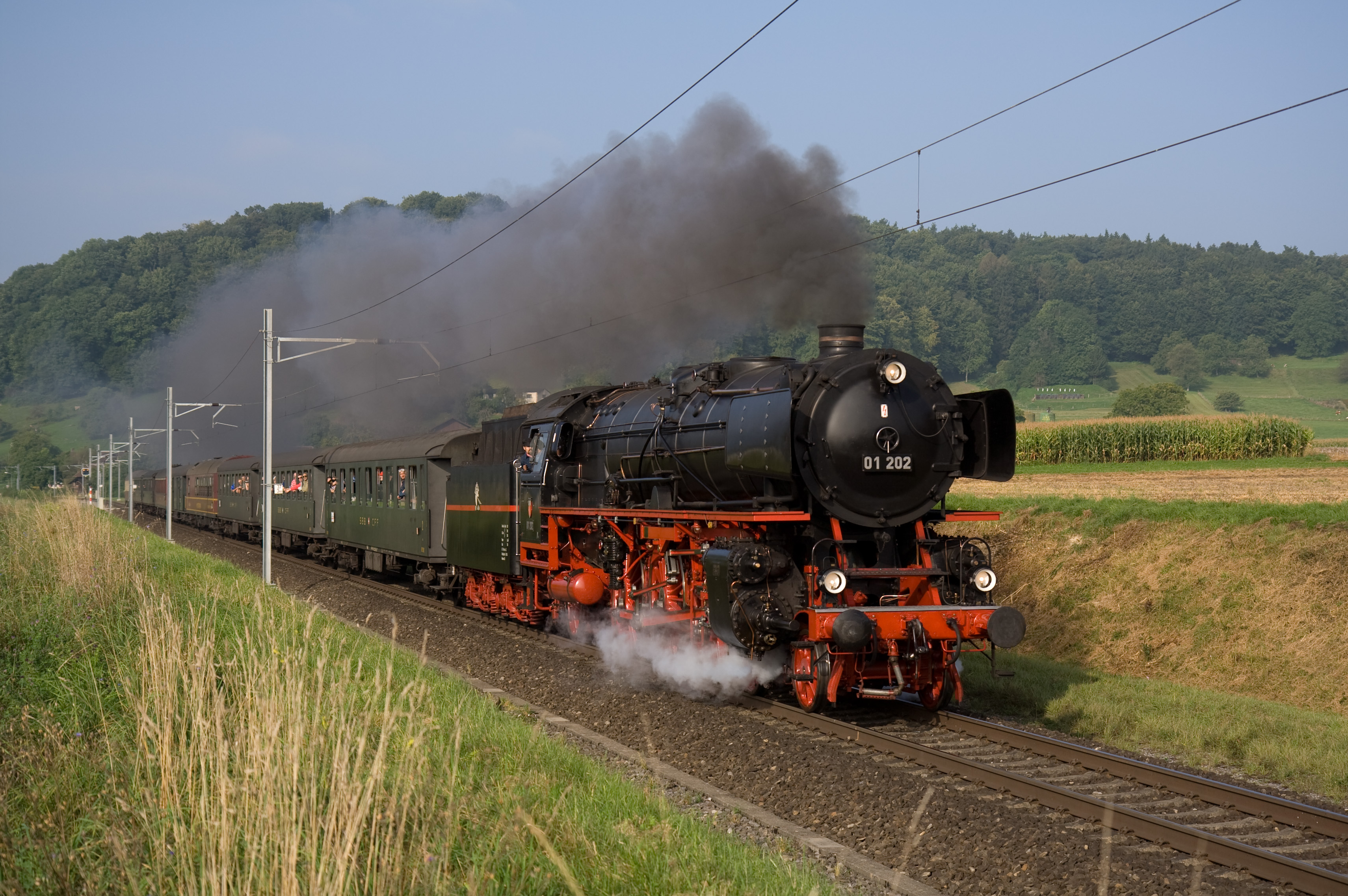
Die Lok des Vereins Pacific 01 202 mit dem Nostalgie-Rhein-Express

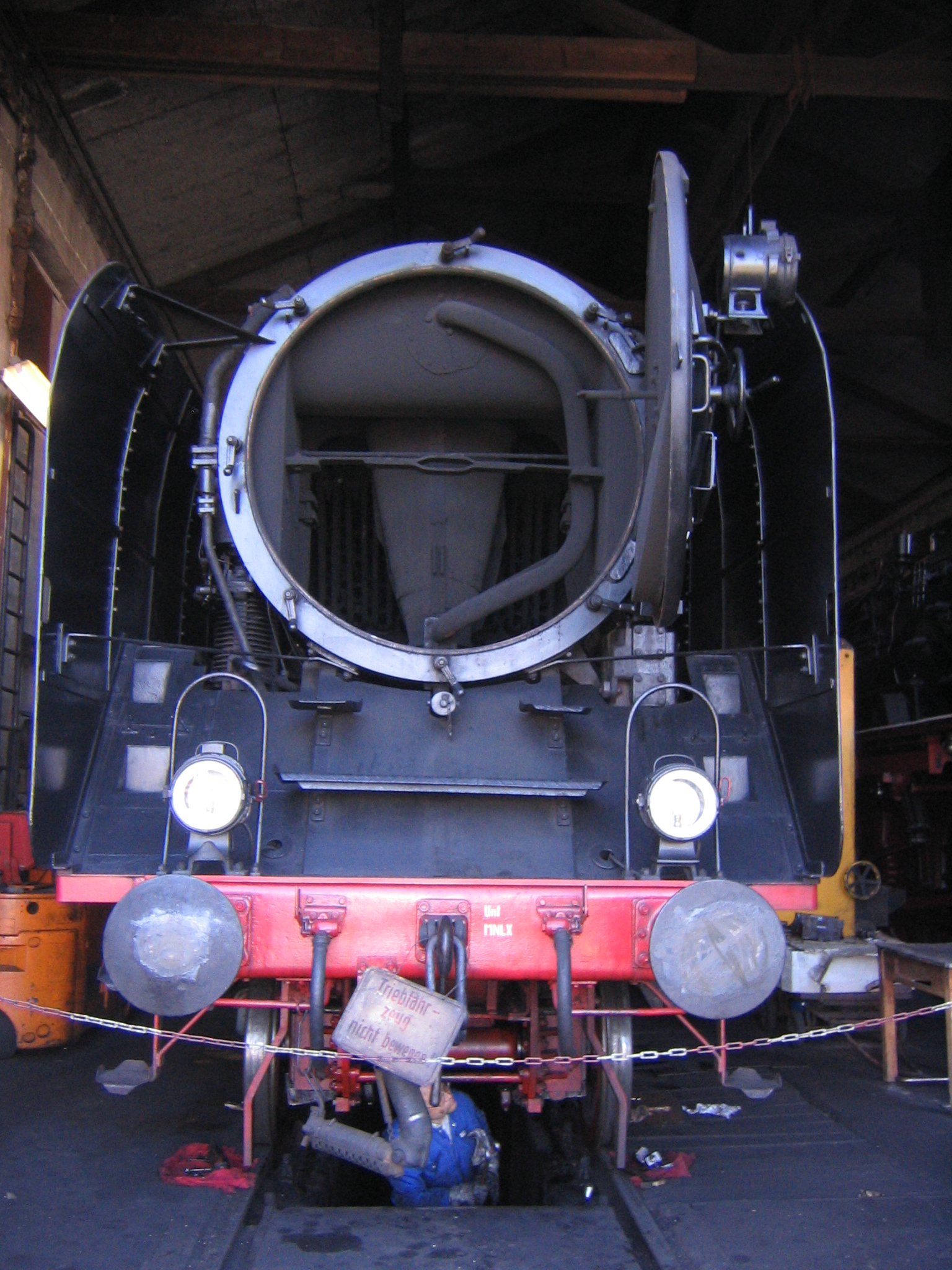
01 066 im Bayerischen Eisenbahnmuseum

Erhaltene Lokomotiven der in den 1960er Jahren rekonstruierten Loks der Deutschen Reichsbahn werden im zugehörigen Artikel vorgestellt.

### Betriebsfähige Exemplare
Nur wenige Lokomotiven der Ursprungsbauart blieben im Laufe der Zeit nahezu unverändert erhalten.
Von den Zweizylinder-Maschinen der Baureihe 01 sind derzeit folgende historische Lokomotiven betriebsfähig und im Einsatz:
- 01 066 – Die älteste betriebsfähige Lokomotive dieser Baureihe ist die 1928 bei der BMAG (Schwartzkopff) gebaute 01 066, die bis 1977 bei der Deutschen Reichsbahn (u. a. als 01 2066-7) in Dienst war und danach bis 1989 als Heizlokomotive im VEB Waschmittelwerk Genthin in Nauen diente. Sie war eine der wenigen Loks der frühen Lieferserien, die bis in die zweite Hälfte der 1970er Jahre eingesetzt waren, ohne dass man sie den letzten Lieferserien angeglichen hätte. Sie besaß noch die kleinen Drehgestellräder und den ursprünglichen Lastenausgleich.[5]
Das Bayerische Eisenbahnmuseum in Nördlingen ließ die nur teilweise erhaltene Lokomotive im Dampflokwerk Meiningen (DLW) aus Einzelteilen anderer Lokomotiven – z. T. anderer Baureihen – komplettieren und stellte sie im Sommer 1993 wieder in Dienst.
- 01 180 (beschriftet mit der neuen Computernummer 001 180-9) – Museumslokomotive beim Bayerischen Eisenbahnmuseum BEM in Nördlingen. Technische Besonderheit ist der Einbau eines Neubaukessels von Henschel, Kassel, durch die Deutsche Bundesbahn im Jahr 1960 im Rahmen einer Kesselsanierung von 50 Lokomotiven dieser Baureihe. Dazu wurden Veränderungen, unter anderem die Umgestaltung der Frontpartie, vorgenommen. Nach umfangreichen zweijährigen Sanierungsarbeiten durch das BEM sowie Neubereifung und Revision des Fahrwerks durch das DLW in Meiningen und Einbau der vorgeschriebenen Zugsicherungsanlagen ist sie seit dem 1. Dezember 2014 nach 41 Jahren Stillstand wieder als Streckenmaschine auf den Gleisen der deutschen Bahnen zugelassen. Die Hauptuntersuchung war im November 2022 abgelaufen. Pünktlich zum 3. Nördlinger Eisenbahnfest erhielt die Lok im April 2024 eine neue HU.
- 01 202 – Diese Lokomotive wird von dem in der Schweiz ansässigen Verein Pacific 01 202 betrieben. Die Lok war zuletzt bei der DB im Einsatz und besaß Wittebleche. Sie hatte ihren Altbaukessel behalten, verlor allerdings die Frontschürzen. Nach der Ausmusterung 1975 wurde die Lok in 20 Jahren mit hoher Eigeninitiative wieder neu aufgebaut und betriebsfähig gemacht. Dabei erhielt sie einen roten Farbstreifen am Tender in Höhe des Umlaufblechs. Die Lokomotive ist in Lyss stationiert und wird auf dem ganzen Schweizerischen Normalspur-Schienennetz für Publikums- und Charterfahrten eingesetzt. Sie bekam im Jahr 2013 während ihrer planmäßig anstehenden Hauptuntersuchung im DLW Meiningen eine Aufrüstung mit PZB und GSM-R, sodass sie nun auch auf dem deutschen Schienennetz eingesetzt werden kann. Der rote Farbstreifen und das Pacific-Logo am Tender wurden dabei entfernt. Derzeit nicht betriebsfähig, steht sie seit dem 27. Februar 2023 in Meiningen zu Kesselhauptuntersuchung.
- 01 509 – Reko-Maschine der ehemaligen DR, Eigentümer und Betreiber ist die Pressnitztalbahn GmbH. Die Lokomotive hat eine Ölhauptfeuerung sowie einen ankuppelbaren Zusatztender für Langstreckenfahrten. Die Maschine wird im gesamten Bundesgebiet im deutschen Schienennetz vor Museumszügen eingesetzt.

### Nicht betriebsfähige Exemplare

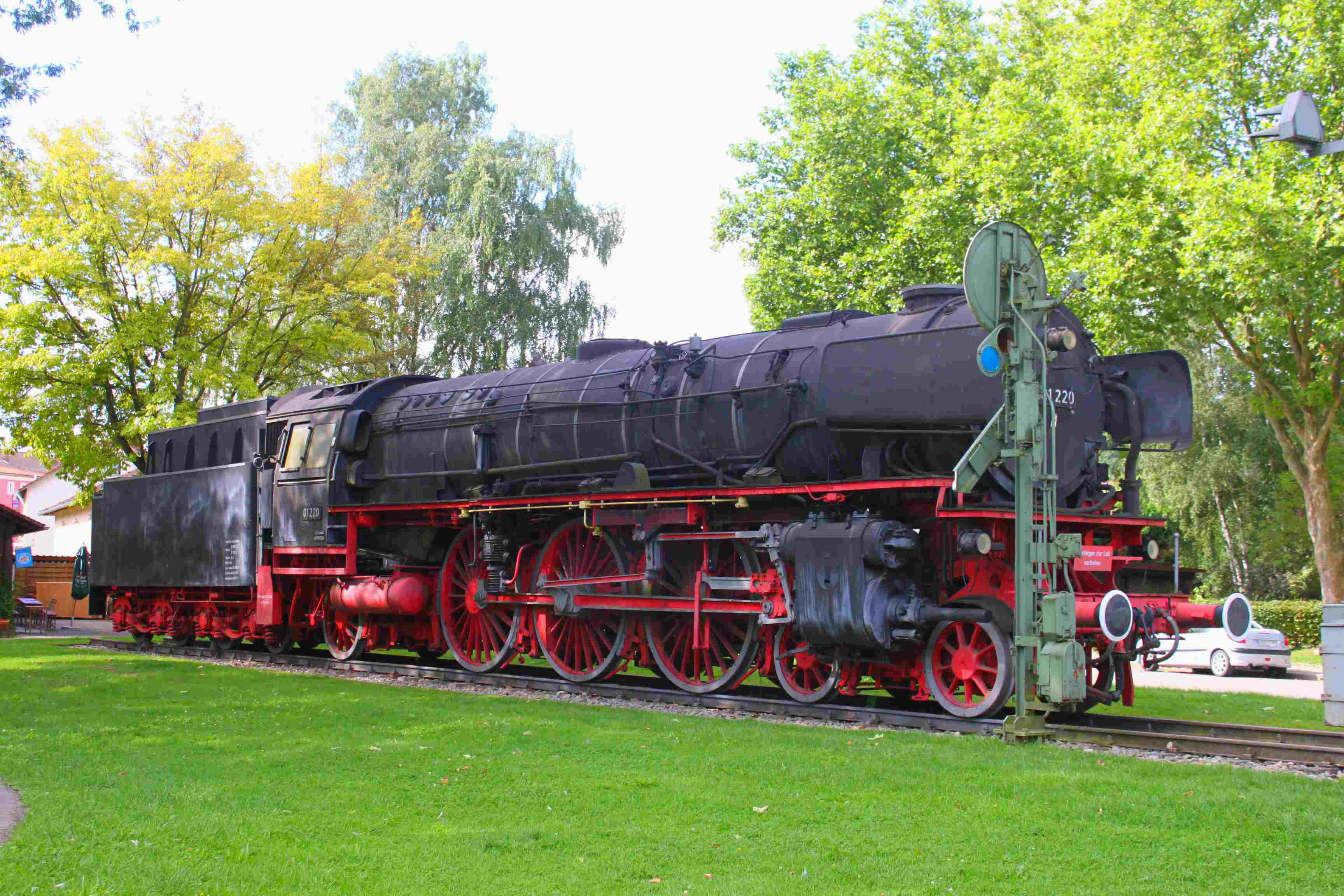
Als technisches Denkmal in Treuchtlingen aufgestellte Lokomotive 01 220

Darüber hinaus sind mehrere Lokomotiven der Baureihen 01 als nicht betriebsfähige Ausstellungsstücke erhalten:
- 01 005 – Verkehrsmuseum Dresden, DR, weitgehend im Zustand nach Angleichung an erste Serienlieferungen (eventuell nach ihrem Unfall 1929 im Bahnhof Kerzell mit dem Fernschnellzug Basel–Berlin). Derzeit verliehen an den Lokschuppen Staßfurt.[6]
- 01 008 – Eisenbahnmuseum Bochum-Dahlhausen (erste in Dienst gestellte 01), in DB-Ausführung (Wittebleche, Altbaukessel, Ausgleichshebel wie spätere Serienloks)
- 01 024 – BEM Nördlingen, Ersatzteilspender
- 01 111 – Deutsches Dampflokomotiv-Museum Neuenmarkt, Altbaukessel, Wagnerbleche, DB-Neubauzylinder, Tender 2'2' T 32
- 01 118 – Die 1934 gebaute 01 118 war bis 2019 als Einzige ihrer Baureihe ununterbrochen seit ihrer Indienststellung in den 1930er Jahren betriebsfähig vor Reisezügen im Einsatz. Nach dem Zweiten Weltkrieg war sie bei der Deutschen Reichsbahn bis zu ihrem Verkauf im Einsatz. Seit 1981 gehörte sie der Historischen Eisenbahn Frankfurt. Diese verkaufte die Lok im Jahr 2013 an den deutschen Unternehmer Martin Viessmann, was die Durchführung der Hauptuntersuchung ermöglichte. Martin Viessmann stellte die Lok danach weiterhin zur Nutzung zur Verfügung. Das Besondere an diesem Exemplar ist, dass sich die Lok auch heute noch weitgehend im Erscheinungsbild wie bei ihrer Indienststellung präsentiert. Von ihrem Standort in Frankfurt (Main) Osthafen wurde sie bis zum 3. August 2019 regelmäßig für Museumszugfahrten in ganz Deutschland eingesetzt, u. a. auch immer wieder auf der Frankfurter Hafenbahn, sowie einmal jährlich auf der Frankfurt - Königsteiner Eisenbahnlinie. Am 4. August 2019 erfolgte ihre Überführung in das Privatmuseum von Martin Viessmann, wo sie zunächst weiterhin als betriebsfähige Lokomotive abgestellt wurde.[7] Ein Betrieb bis März 2021 war theoretisch weiterhin noch möglich. Da aber die Eisenbahnstrecke, die am Gleisanschluss zum Privatmuseum liegt, nach der Überführung in der Streckenklassifizierung (Herabsetzung der zulässigen Achs- und Meterlast) durch DB Netz abgewertet und für den Zugverkehr zusätzlich abschnittsweise gesperrt wurde, kann 01 118 nicht mehr auf der Schiene und aus eigener Kraft in den Betriebsdienst zurückkehren bzw. in eine Fachwerkstatt zur Instandsetzung und Hauptuntersuchung auf eigenen Rädern überführt werden. Daher ist es zum jetzigen Zeitpunkt unwahrscheinlich, dass die Lokomotive nach Ablauf der laufenden Fristen eine erneute Hauptuntersuchung erhält und damit betriebsfähig samt Zulassung für das deutsche Schienennetz bleibt.
- 01 137 – Museumslokomotive der DR/DB, daher weitgehend in Ursprungsausführung, im Eisenbahnmuseum Bw Dresden-Altstadt
- 01 150 – Die 01 150 wurde im November 1935 an die DR ausgeliefert[8] und war am 8. Dezember 1935 beim 100. Geburtstagsjubiläum der deutschen Eisenbahnen 1935 als Führungslok des Eröffnungszuges, der aus zehn Maschinen der Baureihe 01 bestand, an der Parade in Nürnberg beteiligt. Am 13. November 1973 wurde die Lokomotive nach Beheimatungen in den Bahnbetriebswerken Frankfurt I, Bebra, Darmstadt, Hanau, Wiesbaden, Gießen, Hof und Ehrang ausgemustert.[8] Der Bielefelder Fabrikant Walter Seidensticker jun. rettete die Lokomotive vor der Verschrottung, eine Gruppe von Freiwilligen um den Lokomotivführer Olaf Teubert sorgte für eine betriebsfähige Aufarbeitung.[8] Ab 1982 wurde die Lokomotive für Sonderfahrten auf Privatbahnen eingesetzt. Für das Jubiläum „150 Jahre Deutsche Eisenbahnen“ 1985 durfte sie wieder auf die Gleise der Bundesbahn und führte Sonderfahrten mit einer historischen Eilzuggarnitur durch.[8] Im Januar 1988 wurde die Lokomotive durch die Bundesbahn zurückgekauft und erhielt im Jahr 1989 eine neue Hauptuntersuchung.[8] Nach Ablauf der Fristen war die Lokomotive im Lokschuppen des Bw Nürnberg Hbf abgestellt. Dort wurde sie im Jahre 2005 bei einem Großbrand schwer beschädigt. Die Aufarbeitung der zerstörten Lokomotive hat nach Auskunft der DB AG insgesamt rund eine Million Euro gekostet, dabei wurden alleine durch Olaf Teubert in zwei Jahren 500.000 Euro an Spendengeldern zur Rettung der Lokomotive eingesammelt.[9] Ab August 2012 gehörte auch die 01 150 nach der Kesselneuzulassung durch das EBA wieder zum betriebsfähigen Museumslokbestand der DB AG. Sie war vom DLW Meiningen bis September 2011 komplett aufgearbeitet worden und wurde zunächst der Öffentlichkeit als rollfähiges Exponat in Göppingen präsentiert. Eine optische Änderung erkannte man sofort, sie hatte auf Wunsch des Sponsors Märklin zu Marketingzwecken des nachgebildeten Modells große Windleitbleche (Bauart Wagner) und eine breite Frontschürze bekommen. Auf Grund erheblicher Verschleißerscheinungen wurde der nicht mehr aufarbeitungsfähige, noch vollständig genietete Altbaukessel gegen einen in Meiningen gefertigten modernen geschweißten Nachbaukessel ersetzt, wodurch sich die Inbetriebnahme-Genehmigung des Eisenbahn-Bundesamtes bis August 2012 verzögerte. Seit September 2012 sind sowohl die Wagner-Windleitbleche durch das DLW Meiningen gegen die kleineren Witte-Windleitbleche ausgetauscht, als auch die breite Frontschürze zurückgebaut worden, sodass sie nun dem letzten Betriebszustand der Bundesbahnära vor ihrer Ausmusterung entspricht. Am 23. Mai 2013 wurde sie bei einem Festakt im Beisein der Eigentümerin, des Betreibers und von Olaf Teubert dem Betriebsdienst im Dampflokwerk Meiningen übergeben.[10] Die Lokomotive wurde nach offizieller Endabnahme durch das Eisenbahn-Bundesamt (EBA) zunächst bis zum 31. Dezember 2015 im SEH Heilbronn beheimatet. Zur besseren Erreichbarkeit von Kunden in Nord-, Ost- und Westdeutschland wurde sie ab dem 1. Januar 2016 in das Museumseisenbahnbetriebswerk Hanau, welches bis heute an einem wichtigen strategischen Eisenbahnknoten des deutschen Schienenverkehrs liegt, umbeheimatet. Das Fahrzeug wurde von der Eisenbahnstiftung Joachim Schmidt (EJS) und dem Verkehrsmuseum Nürnberg im Auftrag der Deutschen Bahn AG betreut und betrieben. Die EJS ist im laufenden Kalenderjahr 2020 als Betreiber auf eigenen Wunsch ausgeschieden. Die Lokomotive wird auf Grund eines Schadens an den Radreifen, der Anfang 2020 festgestellt wurde, im Jahr 2023 nicht mehr in den aktiven Betriebsdienst zurückkehren, da eine Neubereifung der Lokomotive mit Hauptuntersuchung Kosten von mindestens 300.000 € verursachen würde.[11] Zum Sammeln von Spenden zur Wiederinbetriebnahme wurde unter dem Dach der Stiftung Deutsche Eisenbahn die Treuhandstiftung Stiftung Deutsche Dampflokomotiven gegründet.
- 01 164 – privat, Museumslok im DB-Museum-Standort Lichtenfels, in DB-Ausführung (Wittebleche, mit Neubaukessel). Seit September 2014 in das Deutsche Dampflokomotiv-Museum in Neuenmarkt umbeheimatet.
- 01 173 – Leihgabe an die Ulmer Eisenbahnfreunde, war längere Zeit in Berlin untergestellt, derzeit im Süddeutschen Eisenbahnmuseum Heilbronn zur betriebsfähigen Aufarbeitung, in DB-Ausführung (Wittebleche, Altbaukessel, Frontschürze)
- 01 204 – privat, Standort Dampflokmuseum Hermeskeil, weitgehend in Ursprungsausführung (ex DR)
- 01 220 – Henschel und Sohn 1937, Fabriknr. 23468; 1959 mit einem Neubaukessel und Witteblechen versehen, 1968 ausgemustert, seit 17. Juli 1969 als Technisches Denkmal zum hundertjährigen Bestehen der Eisenbahn in Treuchtlingen aufgestellt[12]
- 01 519 – Reko-Maschine der ehem. DR, Eigentümer und Betreiber ist der EFZ e.V. Besonderheit der kohlegefeuerten Lokomotive ist die modernisierte Ausführung u. a. mit einem neu entwickelten Kesseltyp, der mit einer sogenannten Verbrennungskammer, die sich zwischen Feuerbüchse und Feuerbüchsrohrwand befindet, zur besseren Energieausbeute der Brennstoffe Kohle oder Öl, ausgestattet ist. Weitere Verbesserungen aus Energierückgewinnungsmaßnahmen gingen mit einer Wasserverbrauchsersparnis durch Teil-Rückgewinnung des Abdampfs aus den Zylindern sowie Hilfsgeräten wie Luftpumpe, Verbundmischpumpe, Lichtmaschine einher. Dazu wurde der Oberflächenvorwärmer zu Gunsten eines Mischvorwärmersystems ausgetauscht. Es wurden des Weiteren Fahrwerksänderungen u. a. bei den Radsätzen vorgenommen, ein Versatz von Armaturen und Hilfsaggregaten zur besseren Wartung und Pflege durch die Personale durchgeführt, sowie die gesamte Beleuchtungseinrichtung überarbeitet und Windleitbleche auf dem Kesselscheitel parallel zum Kessel- und Rauchkammerverlauf montiert. Die großen Wagnerwindleitbleche wurden durch eine kleinere aber effiziente osteuropäische Entwicklung ersetzt. Dies geschah im Rahmen des sogenannten Rekolokprogramms der damaligen Deutschen Reichsbahn, um die verschlissenen Lokomotiven resultierend aus schlechter Materialgüte der Vorkriegs- und Kriegszeit des Zweiten Weltkriegs für weitere Jahrzehnte wartungsarm und robust zu erhalten, da weder Diesel- noch Elektrolokomotiven ausreichend in naher Zukunft als Ablösung zur Verfügung standen. Sie war die erste sog. Reko-01 die eine Ölhauptfeuerung erhielt. Diese wurde jedoch mittlerweile wieder durch eine reine Kohlefeuerung ersetzt da die Lokomotive in den 1980er Jahren als Heizlokomotive verwendet wurde. Seit dem Ablauf der Fahrwerksfrist ist die Lok erstmal nicht betriebsfähig, eine erneute Inbetriebnahme werde jedoch angestrebt.[13][14]
- 01 533 - Reko-Maschine der ehem. DR, Eigentümer ÖGEG aktuell nicht betriebsfähig, An der Aufarbeitung wird gearbeitet. Lok wurde 1964 aus 01 116 zur 01 533 im RAW Meiningen umgebaut.

### Erhaltene Lokomotivteile

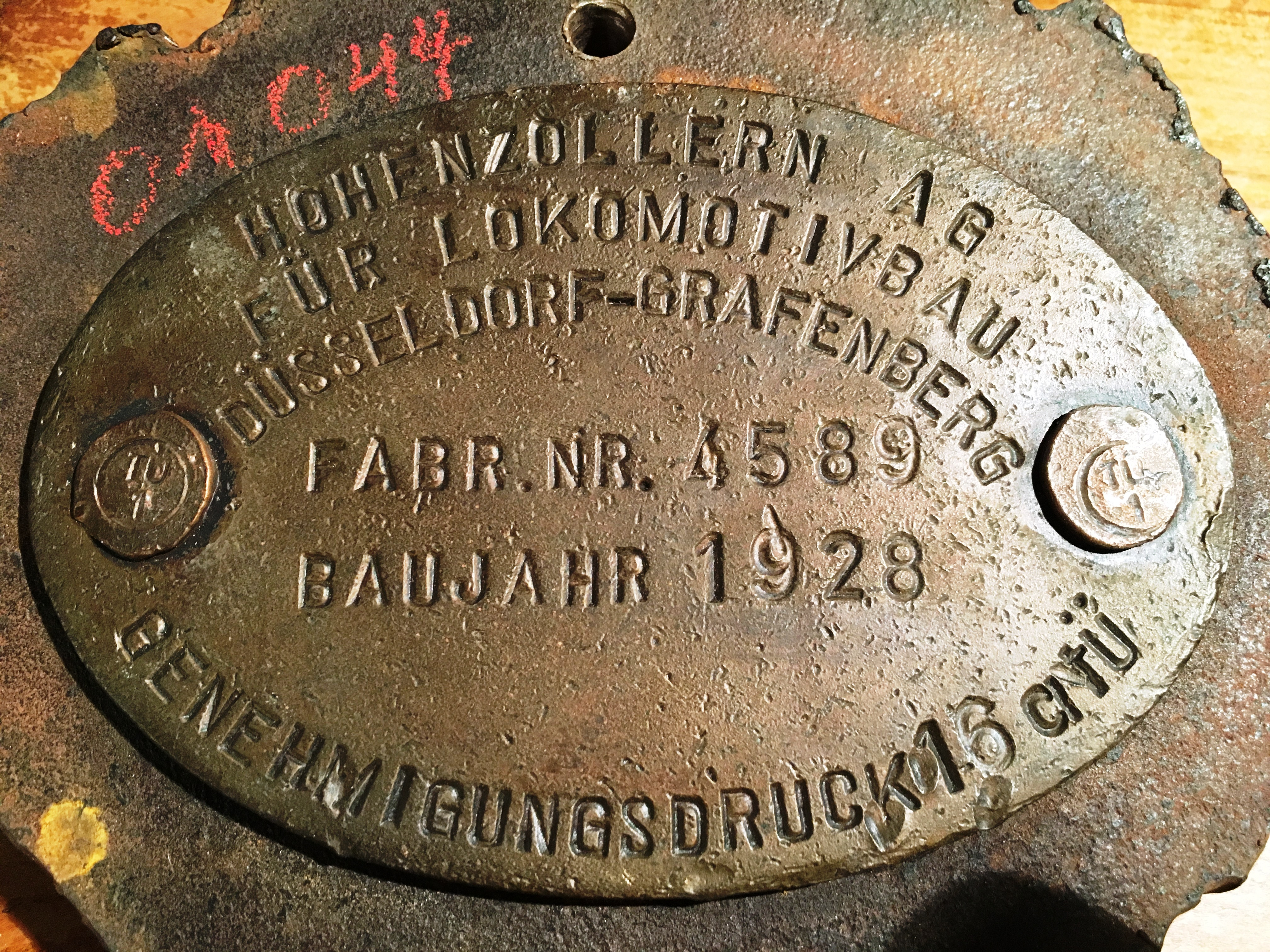
Kesselschild der Schnellzug-Dampflokomotive 01 044

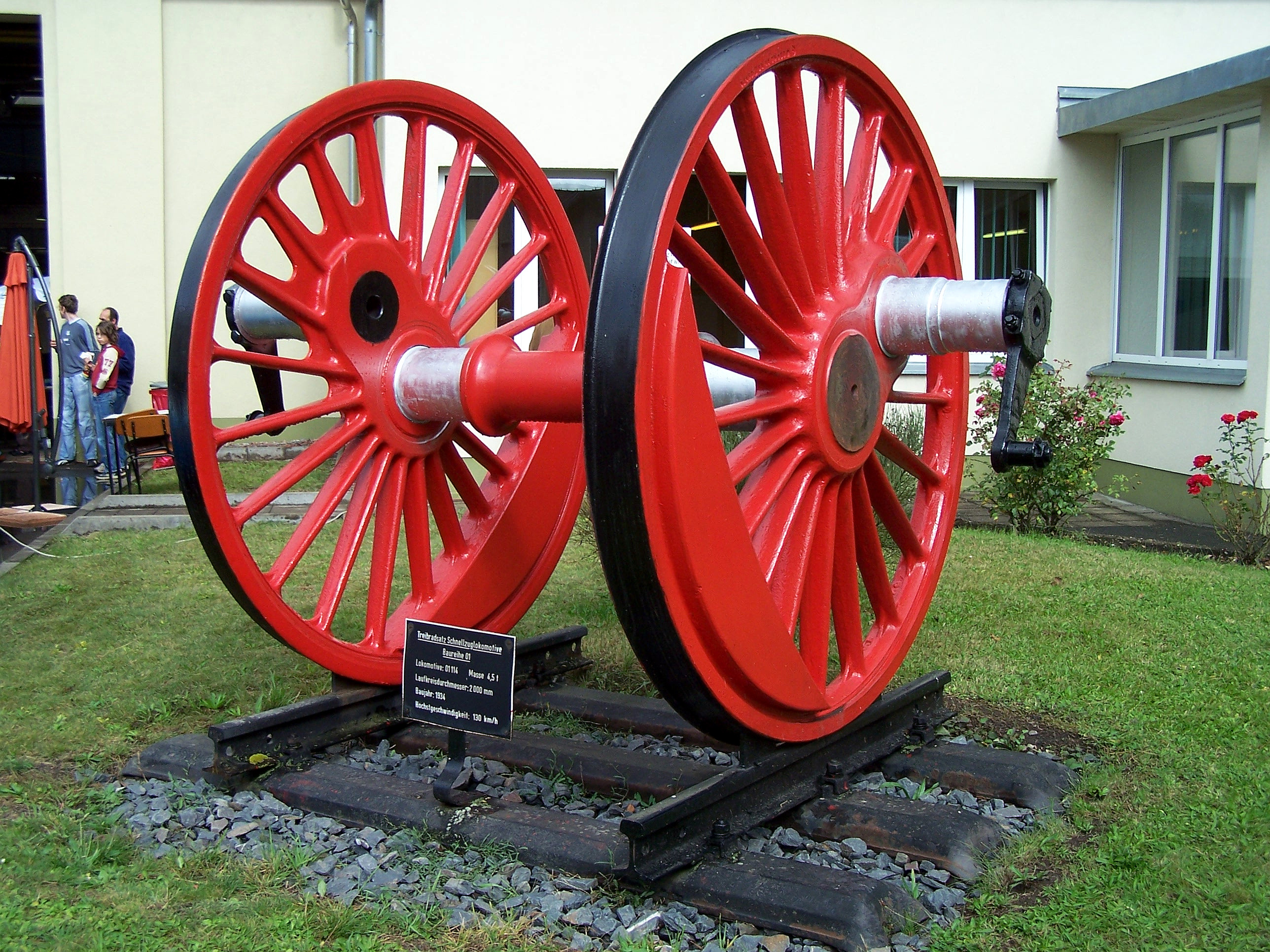
Treibradsatz der 01 114 im Dampflokwerk Meiningen

- 01 044 – Reste des ersten Kessels mit Kesselschild (später verwendet für 01 050), Unkel am Rhein, privat
- 01 088 – drei Treibradsätze mit Treib- und Kuppelstangen, als Denkmal im Bahnbetriebswerk Hof
- 01 114 – ein Treibradsatz als Denkmal im Dampflokwerk Meiningen (inzwischen getauscht mit Treibradsatz 01 202)